# Paraliparis fimbriatus
Paraliparis fimbriatus är en fiskart som beskrevs av Garman 1892. Paraliparis fimbriatus ingår i släktet Paraliparis och familjen Liparidae. Inga underarter finns listade i Catalogue of Life.